# تشارلز هويرتا
تشارلز هويرتا (بالإنجليزية: Charles Huerta)‏ مواليد 7 أغسطس 1986 في باراموونت، هو ملاكم محترف مكسيكي يصنف ضمن فئة وزن الريشة.

## إحصائيات
خاض خلال مسيرته 19 نزالا، فاز في 16 ولم يتعادل وخسر في 3. فاز بالضربة القاضية في 9 نزالات.

## روابط خارجية
- تشارلز هويرتا على موقع بوكس ريك (الإنجليزية) (registration required)